# Kolarstwo na Letnich Igrzyskach Olimpijskich 2012 – keirin kobiet
Keirin kobiet podczas Letnich Igrzysk Olimpijskich 2012 rozegrany został 3 sierpnia na torze London Velopark.

## Terminarz
| Data            | Godzina |                           |
| --------------- | ------- | ------------------------- |
| 3 sierpnia 2012 | 16:00   | Pierwsza runda            |
| 3 sierpnia 2012 | 16:43   | Pierwsza runda – repasaże |
| 3 sierpnia 2012 | 17:46   | Druga runda               |
| 3 sierpnia 2012 | 18:38   | Finały                    |

## Wyniki

### Pierwsza runda
Wyniki:
| Pozycja | Zawodniczka           |
| ------- | --------------------- |
| 1.      | Kristina Vogel        |
| DSQ     | Jekatierina Gnidienko |
| 3.      | Lisandra Guerra       |
| 4.      | Juliana Gaviria       |
| 5.      | Monique Sullivan      |
| 6.      | Clara Sanchez         |

| Pozycja | Zawodniczka        |
| ------- | ------------------ |
| 1.      | Victoria Pendleton |
| 2.      | Anna Meares        |
| 3.      | Natasha Hansen     |
| 4.      | Fatehah Mustapa    |
| 5.      | Lubow Szulika      |
| 6.      | Willy Kanis        |

| Pozycja | Zawodniczka        |
| ------- | ------------------ |
| 1.      | Guo Shuang         |
| 2.      | Simona Krupeckaitė |
| 3.      | Daniela Larreal    |
| 4.      | Lee Wai Sze        |
| 5.      | Lee Hye-Jin        |
| 6.      | Olga Panarina      |

#### Repasaże
Wyniki:
| Pozycja | Zawodniczka      |
| ------- | ---------------- |
| 1.      | Lee Wai Sze      |
| 2.      | Willy Kanis      |
| 3.      | Monique Sullivan |
| 4.      | Lisandra Guerra  |
| 5.      | Olga Panarina    |
| 6.      | Juliana Gaviria  |

| Pozycja | Zawodniczka     |
| ------- | --------------- |
| 1.      | Clara Sanchez   |
| 2.      | Natasha Hansen  |
| 3.      | Daniela Larreal |
| 4.      | Lubow Szulika   |
| 5.      | Fatehah Mustapa |
| 6.      | Lee Hye-Jin     |

### Runda druga
Wyniki:
| Pozycja | Zawodniczka        |
| ------- | ------------------ |
| 1.      | Anna Meares        |
| 2.      | Monique Sullivan   |
| 3.      | Lee Wai Sze        |
| 4.      | Willy Kanis        |
| 5.      | Simona Krupeckaitė |
| 6.      | Kristina Vogel     |

| Pozycja | Zawodniczka           |
| ------- | --------------------- |
| 1.      | Victoria Pendleton    |
| 2.      | Clara Sanchez         |
| 3.      | Guo Shuang            |
| DSQ     | Jekatierina Gnidienko |
| 5.      | Natasha Hansen        |
| 6.      | Daniela Larreal       |

### Finały
Wyniki:
| Pozycja | Zawodniczka        |
| ------- | ------------------ |
| złoto   | Victoria Pendleton |
| srebro  | Guo Shuang         |
| brąz    | Lee Wai Sze        |
| 4.      | Clara Sanchez      |
| 5.      | Anna Meares        |
| 6.      | Monique Sullivan   |

| Pozycja | Zawodniczka           |
| ------- | --------------------- |
| 7.      | Simona Krupeckaitė    |
| DSQ     | Jekatierina Gnidienko |
| 8.      | Daniela Larreal       |
| 10.     | Kristina Vogel        |
| 11.     | Natasha Hansen        |
| 12.     | Willy Kanis           |